# Acacia jasperensis
Acacia jasperensis — вид квіткових рослин з родини бобових. Ареал: Австралія (Північна територія, Західна Австралія).

## Середовище
Росте серед відслонень пісковику і на пагорбах з пісковика.

## Біоморфологічна характеристика
Це тонкий кущ або дерево, що зазвичай досягає висоти 6 метрів і дає жовті квітки. Має густі вічнозелені філодії. Стручки вузько видовжені і заокруглені над насінням, мають довжину до 10 см і ширину від 8 до 18 мм і вкриті білим порошкоподібним нальотом. Блискуче насіння в стручках має круглясту або широкоеліптичну форму і має ширину від 3 до 4,5 мм.